# 리옥림
리옥림(1978년 1월 14일~)은 조선민주주의인민공화국의 다이빙 선수로, 1996년과 2000년 하계 올림픽에 참가했다.